# Pound (Virginia)
Pound es un pueblo situado en el condado de Wise, Virginia  (Estados Unidos). Según el censo de 2010 tenía una población de 389 habitantes.

## Demografía
Según el censo del 2000, Pound tenía 1.089 habitantes, 455 viviendas, y 322 familias. La densidad de población era de 161,1 habitantes por km².
De las 455 viviendas en un 31,2%  vivían niños de menos de 18 años, en un 52,5%  vivían parejas casadas, en un 15,8% mujeres solteras, y en un 29,2% no eran unidades familiares. En el 25,9% de las viviendas  vivían personas solas el 14,3% de las cuales correspondía a personas de 65 años o más que vivían solas. El número medio de personas viviendo en cada vivienda era de 2,39 y el número medio de personas que vivían en cada familia era de 2,88.
Por edades la población se repartía de la siguiente manera: un 24% tenía menos de 18 años, un 8,8% entre 18 y 24, un 29,8% entre 25 y 44, un 21,5% de 45 a 60 y un 16% 65 años o más.
La edad media era de 39 años. Por cada 100 mujeres de 18 o más años  había 80,8 hombres.
La renta media por vivienda era de 29.107$ y la renta media por familia de 33.688$. Los hombres tenían una renta media de 32.065$ mientras que las mujeres 22.143$. La renta per cápita de la población era de 14.375$. En torno al 19,4% de las familias y el 23% de la población estaban por debajo del umbral de pobreza.

## Localidades adyacentes
El siguiente diagrama muestra a las localidades más próximas a Pound.